# Combretum butyrosum
Combretum butyrosum là một loài thực vật có hoa trong họ Trâm bầu. Loài này được (G.Bertol.) Tul. mô tả khoa học đầu tiên năm 1856.